# خوان سيميون كانياس
خوسيه سيميون كانياس إي فيلاكورتا هو كاهن وأستاذ وبطل استقلال السلفادور وأمريكا الوسطى، عمل عضوا في وفد مقاطعة غواتيمالا (في عامي 1813 و1820) ونائب الجمعية التأسيسية الوطنية للمقاطعات المتحدة في أمريكا الوسطى، حيث طلب إلغاء العبودية في 21 ديسمبر 1823.